# Tóalmás
Tóalmás är en ort i Ungern.   Den ligger i provinsen Pest, i den centrala delen av landet, 50 km öster om huvudstaden Budapest. Tóalmás ligger 126 meter över havet och antalet invånare är 3 434.
Terrängen runt Tóalmás är platt. Runt Tóalmás är det ganska tätbefolkat, med 155 invånare per kvadratkilometer. Närmaste större samhälle är Nagykáta, 11,8 km sydost om Tóalmás. Trakten runt Tóalmás består till största delen av jordbruksmark.